# Daunabotys
Daunabotys is een geslacht van vlinders uit de familie van de grasmotten (Crambidae). De wetenschappelijke naam van dit geslacht is voor het eerst voorgesteld door Koen Maes in een publicatie uit 2004.
De enige soort in dit geslacht is Daunabotys bipunctalis Maes, 2004